# Карлтон, Бриджет
Бриджет Карлтон (англ. Bridget Carleton; род. 22 мая 1997 года в муниципалитете Чатем-Кент, Онтарио, Канада) — канадская профессиональная баскетболистка, выступающая в женской национальной баскетбольной ассоциации за клуб «Миннесота Линкс». Была выбрана на драфте ВНБА 2019 года во втором раунде под двадцать первым номером командой «Коннектикут Сан». Играет на позиции атакующего защитника и лёгкого форварда.

## Ранние годы
Бриджет родилась 22 мая 1997 года в муниципалитете Чатем-Кент (пров. Онтарио), в семье Роба и Кэрри Карлтон, у неё есть две сестры, Сара и Рейчел, а училась там же в средней школе имени Джона Макгрегора, в которой играла за местную баскетбольную команду.